# Nomada armata
Espèce
Statut de conservation UICN

 NT  : Quasi menacé
Nomada armata est une espèce d'insectes hyménoptères de la famille des Apidae.